# Physarella
Physarella is een monotypisch geslacht van slijmzwammen (Myxomycetes) in de familie Physaridae. Het bevat alleen Physarella oblonga.